# Casalbuttano ed Uniti
Casalbuttano ed Uniti é uma comuna italiana da região da Lombardia, província de Cremona, com cerca de 4.093 habitantes. Estende-se por uma área de 23 km², tendo uma densidade populacional de 178 hab/km². Faz fronteira com Bordolano, Casalmorano, Castelverde, Castelvisconti, Corte de' Cortesi con Cignone, Olmeneta, Paderno Ponchielli, Pozzaglio ed Uniti.

## Demografia
| Variação demográfica do município entre 1861 e 2011                               |
|                                                                                   |
| Fonte: Istituto Nazionale di Statistica (ISTAT) - Elaboração gráfica da Wikipedia |